# 4 Compositions for Sextet
| Recensione | Giudizio |
| ---------- | -------- |
| AllMusic   |          |

4 Compositions for Sextet è il secondo album discografico del batterista jazz britannico Tony Oxley, pubblicato dalla casa discografica CBS Records nel 1970.

## Tracce

### LP
Lato A
1. Saturnalia – 10:09 (Tony Oxley)
2. Scintilla – 8:56 (Tony Oxley)

Lato B
1. Amass – 13:00 (Tony Oxley)
2. Megaera – 6:09 (Tony Oxley)

- L'album originale non riportava la durata delle singole tracce, durata tracce ricavate dal CD pubblicato dalla Columbia Records (494437 2) nel 1999

## Musicisti
- Tony Oxley - batteria
- Evan Parker - sassofono tenore
- Kenny Wheeler - tromba
- Paul Rutherford - trombone
- Derek Bailey - chitarra
- Jeff Clyne - contrabbasso

Note aggiuntive
- David Howells e Tony Oxley - produttori
- Registrazioni effettuate il 7 febbraio 1970 al CBS Studio di Londra (Inghilterra)
- Mike FitzHenry - ingegnere delle registrazioni
- Michael Walters - note retrocopertina album originale[1]